# Piotr Pruszczyk
Piotr Pruszczyk (ur. 1963) – polski kardiolog, angiolog, hipertensjolog, profesor nauk medycznych.

## Życiorys
Absolwent VI Liceum Ogólnokształcącego im. Tadeusza Reytana w Warszawie (1982). Ukończył studia medyczne na I Wydziale Akademii Medycznej w Warszawie (dyplom lekarza, 1988), po czym rozpoczął pracę w Katedrze i Klinice Chorób Wewnętrznych Nadciśnienia Tętniczego i Angiologii Akademii Medycznej w Warszawie. W latach 1991–1992 dwukrotny stypendysta Fundacji Fogarty’ego w Stanach Zjednoczonych, w Narodowym Instytucie Zdrowia (NIH) w Bethesda oraz na Uniwersytecie Georgetown.
Uzyskał następujące specjalizacje lekarskie: chorób wewnętrznych (1996), kardiologii (2001), angiologii (2003), hipertensjologii (2006). W 1994 uzyskał stopień naukowy doktora na podstawie rozprawy Neuropeptyd Y u chorych z nadciśnieniem tętniczym pierwotnym w czasie izometrycznego i izotonicznego wysiłku fizycznego, a w 1998 habilitację na podstawie pracy Echokardiografia przezprzełykowa w diagnostyce istotnej hemodynamicznie zatorowości płucnej. Tytuł profesora nauk medycznych otrzymał w 2004. Od 2025  jest członkiem korespondentem PAN.  
Od 2006 kieruje Kliniką Chorób Wewnętrznych i Kardiologii Warszawskiego Uniwersytetu Medycznego. W kadencji 2020–2024 prorektor Warszawskiego Uniwersytetu Medycznego ds. nauki i transferu technologii.
Należy do Europejskiego Towarzystwa Kardiologicznego (Fellow, 2004), posiada tytuł Clinical Hypertension Specialist nadany przez Europejskie Towarzystwo Nadciśnienia Tętniczego (2001). Członek grupy ekspertów Sekcji Echokardiografii Polskiego Towarzystwa Kardiologicznego. W latach 2013–2017 wchodził w skład Zarządu Głównego Polskiego Towarzystwa Kardiologicznego.
Od 2016 jest przewodniczącym interdyscyplinarnego zespołu do spraw programów Ministra Nauki i Szkolnictwa Wyższego „Diamentowy Grant” oraz „Iuventus Plus”, a od 2017 przewodniczącym Rady Naukowej Narodowego Instytutu Kardiologii w Aninie.   Od 2019 członek Komisji Ewaluacji Nauki.Od 2020 do 2022 przewodniczący grupy roboczej Europejskiego Towarzystwa Kardiologicznego „Pulmonary Circulation and Right Ventricular Function”.  Od 2021 jest członkiem Krajowej Rady  do spraw Kardiologii. 
Do 2025 był promotorem 18  zakończonych prac doktorskich.

## Publikacje
Do 2024 trzykrotny współautor wytycznych Europejskiego Towarzystwa Kardiologicznego dotyczących diagnostyki i leczenia ostrej zatorowości płucnej. Redaktor wielotomowego podręcznika Wielka Interna.
Współautor licznych prac naukowych opublikowanych w czasopismach takich jak m.in. „The New England Journal of Medicine”, „Circulation”, „Journal of the American College of Cardiology”, „European Heart Journal”; „Heart”, „Polish Archives of Internal Medicine” oraz „Kardiologia Polska”.

## Odznaczenia i nagrody
Odznaczony Złotym Krzyżem Zasługi (2011) i Srebrnym Krzyżem Zasługi (2005). Laureat nagród naukowych m.in. premiera RP i ministra zdrowia.

## Życie prywatne
Żonaty, ma córkę i dwóch synów . Żona jest profesorem neurologii.